# Marie-Louise Belarbi
Marie-Louise Belarbi, née Marie-Louise Guibal le 26 décembre 1928 à Montpellier et décédée le 28 mai 2020 à Tanger, est une libraire, écrivaine éditrice franco-marocaine, et fondatrice de la librairie « Carrefour des livres » et de Tarik Éditions avec Bichr Bennani à Casablanca,,
Elle est connue par ses contributions en faveur du livre et de la culture au Maroc. En 2001, elle est nommée officière de l'Ordre des Arts et des Lettres. Elle est la mère du chanteur Malek.